# Garniture mécanique
Pour les articles homonymes, voir garniture.

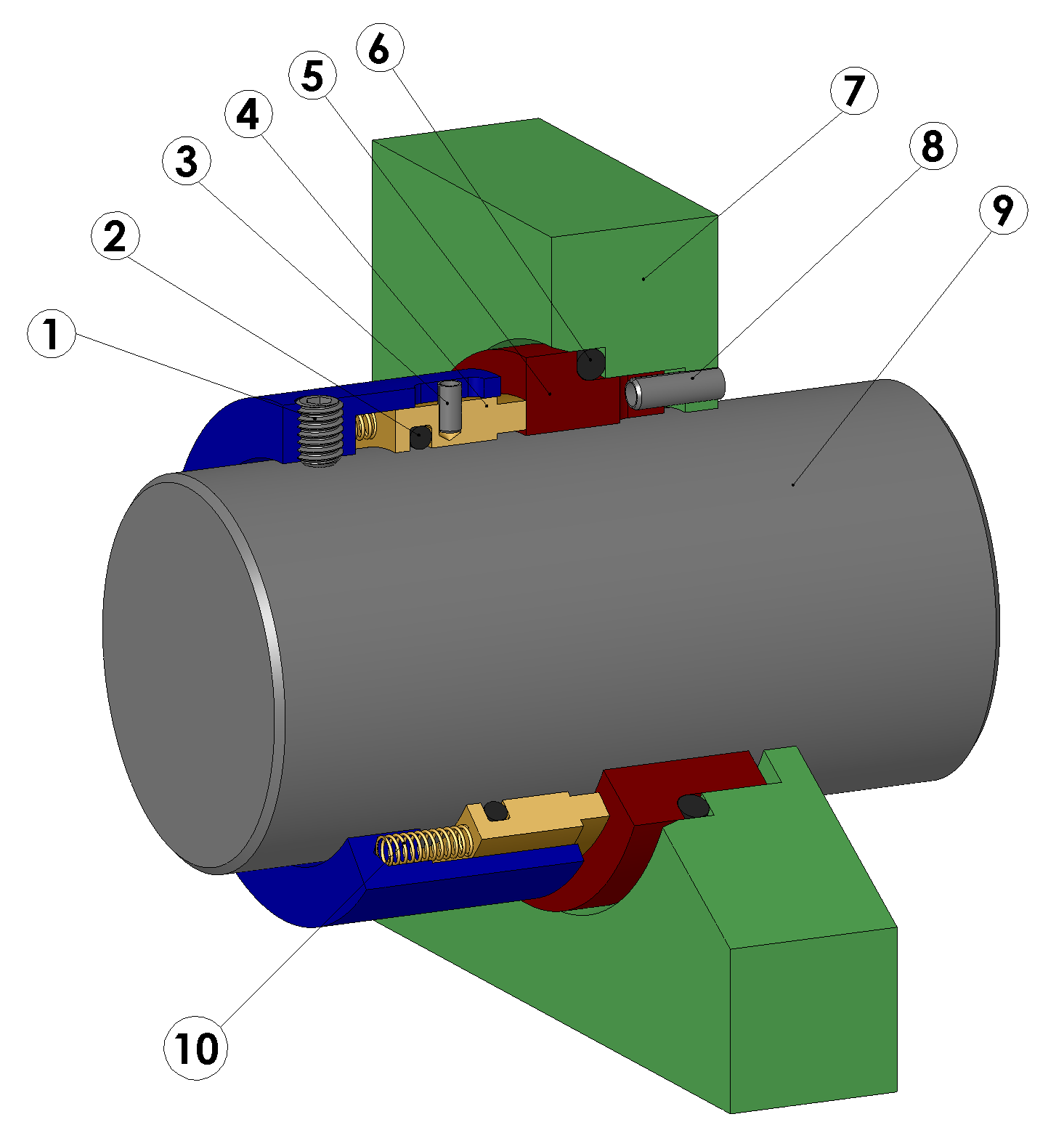
Vue en coupe d'une garniture mécanique simple 1. Goupille filetée 2. Joint torique 3. Goupille de tension comme dispositif antirotation de la bague collectrice 4. Bague de glissement 5. Bague opposée 6. Joint torique 7. Logement 8. Goupille de serrage anti-torsion Contre-écrou 9. Arbre / axe 10. Ressorts

La garniture mécanique est un dispositif qui assure l’étanchéité dynamique d'un arbre rotatif avec l'enceinte de l'équipement qu'il traverse, le carter. La garniture mécanique est lubrifiée ou sèche. 
C'est un organe essentiel de nombreuses machines tournantes.  
Par exemple, la garniture mécanique sert d'étanchéité pour l'axe d'entraînement d'un rotor de pompe, la pièce est placée entre l'arbre et le corps de la pompe afin d'empêcher les fuites de produit. On l'emploie aussi pour l'étanchéité d'agitateurs, de réacteurs ou de vannes pneumatiques. 

## Histoire
Les garnitures mécaniques sont développées dans les années 1940 et remplacent alors le presse-étoupe dans de nombreuses applications. 

## Caractéristiques et paramètres

Vue animée 3D d'une garniture mécanique en rotation

### Caractéristiques
La garniture peut être simple, double ou en tandem soit une seule barrière ou une première doublée d'une deuxième. Cela donne une sécurité plus grande pour des produits dangereux.
Un montage en "cartouche" est aussi possible, l'avantage de ce système est son réglage en usine, le montage est simplifié car il n'y a aucun réglage à réaliser.

### Composition
La garniture mécanique est composée nécessairement de :
- un élément tournant ou rotor, lié à l'arbre en rotation
- un élément fixe ou stator, lié au carter de l'équipement

Un de ces deux éléments présente une liaison souple avec son support de façon à permettre un alignement parfait des faces du stator et du rotor de la garniture, pour garantir l'étanchéité du système. 
Les surfaces en regard sont nécessairement très lisses et quasiment planes. Au cours de leur fabrication, elles sont polies et généralement rodées.  

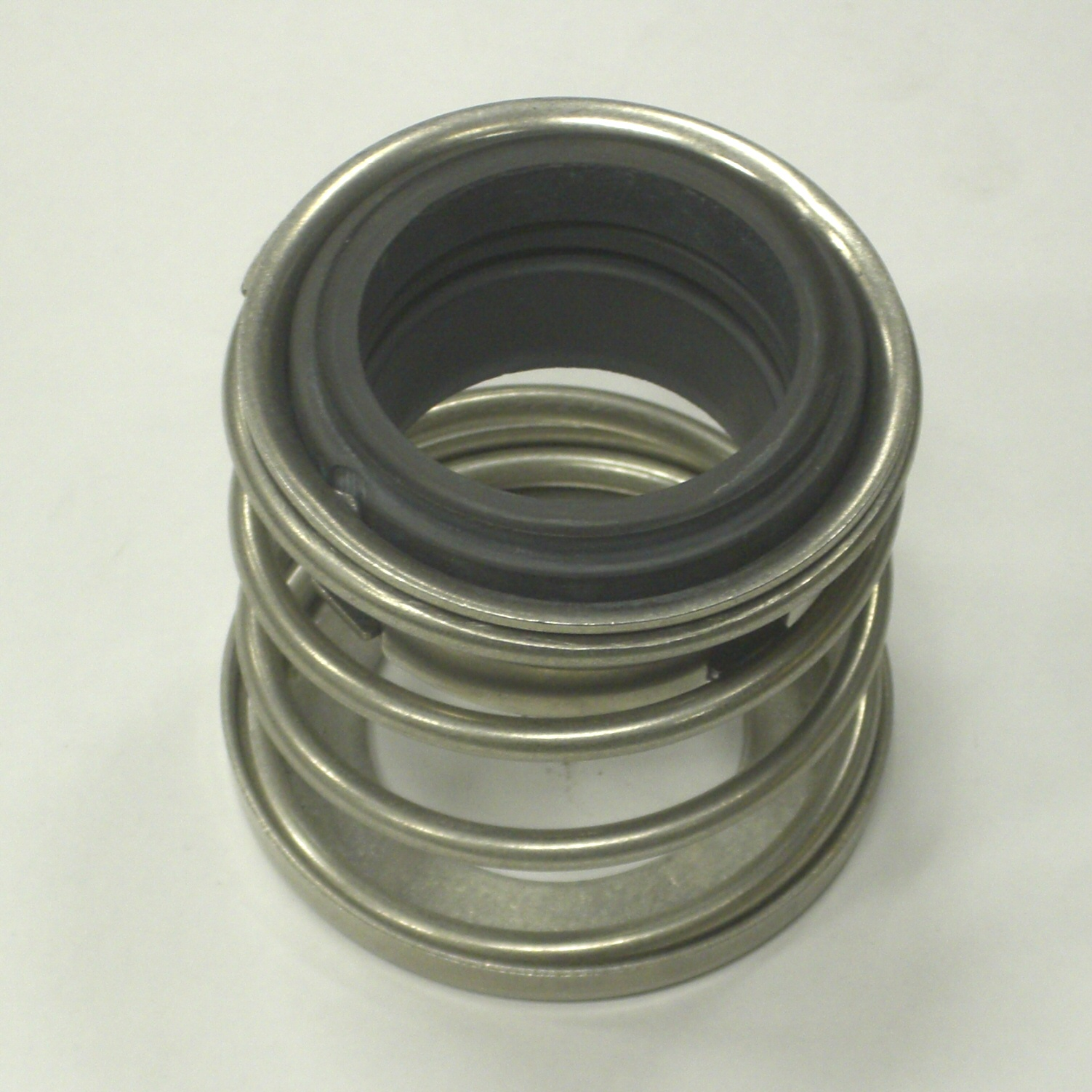
Élément d'une garniture mécanique avec lien flexible (ressort) - application réseau d'eau

Lorsque le rotor est doté d'un lien flexible, on parle de rotor flottant ou garniture tournante, à l'inverse lorsqu'il s'agit du stator, on parle de stator flottant ou garniture stationnaire.

### Lubrification
Pour les garnitures mécaniques lubrifiées, le fluide sous pression environnant la garniture, conduit à la formation d'un film lubrifiant entre les faces de la garniture. Ce film, d'épaisseur généralement inférieure au micromètre, conditionne les performances et le comportement du dispositif étanchéité. C'est le point clé d'une garniture mécanique.  
La circulation du lubrifiant peut se faire selon les cas, par thermosiphon, à l'aide d'une petite pompe, ou par un séparateur de type cyclone connecté au refoulement de la pompe.
Quand c'est possible, il est préférable que les matériaux d'une garniture simple soient sélectionnés pour ne pas nécessiter de lubrifiant autre que le fluide pompé.

### Paramètres
Les paramètres à contrôler sur une installation comportant une garniture mécanique lubrifiée sont :
- niveau de lubrifiant ;
- température du lubrifiant ;
- débit du liquide refroidissant le lubrifiant ;
- différence de pression entre la garniture mécanique et l'intérieur du corps de pompe.

## Applications
Les garnitures mécaniques sont utilisées pour assurer l'étanchéité entre un arbre rotatif et un carter, pour de nombreux fluides sous pression : 
- liquides ;
- pâteux ;
- gazeux ;
- éventuellement chargés de particules solides en suspension.

### Organe de machines tournantes
Les garnitures mécaniques sont un organe essentiel de nombreuses machines tournantes comme les pompes, les agitateurs, les compresseurs, les turbines à gaz, les centrifugeuses, les raffineurs, les réacteurs ... 

### Domaines
On les trouve dans tous les secteurs d'activité, de la chimie, l'industrie pétrochimique, l'agroalimentaire, l'industrie pharmaceutique, la papeterie, l'industrie textile, le transport, à l'industrie nucléaire, ...